# 莲塘坳镇
莲塘坳镇，是中华人民共和国湖南省株洲市攸县下辖的一个乡镇级行政单位。

## 行政区划
莲塘坳镇下辖以下地区：
同联社区、凉江社区、高楼社区、新华村、新朝村、沿龙村、盘联村、巨田村、阳升观村、廖公村、星和村、中江村、山田村、先锋村、幽居村、下洞村、下田村、银坑村、枧头村和南水村。